# 영 애니멀
《영 애니멀》(ヤングアニマル, YOUNG ANIMAL)은 하쿠센샤에서 발행하는 일본의 청년 만화 잡지이다. 격주로 금요일에 발행된다. 1989년 3월에 《애니멀 하우스》로 창간되었으나 1992년 5월에 《영 애니멀》로 제호를 바꾸었다.